# Гусовський Сергій Михайлович
Сергій Михайлович Гусовський (нар. 9 листопада 1966, м. Київ) — український підприємець-ресторатор. Член Наглядової Ради Києво-Могилянської Академії. Депутат Київради VII та VIII скликань, кандидат на посаду міського голови Києва на місцевих виборах 2015 року.

## Життєпис
Сергій Гусовський народився 9 листопада 1966 року в Києві.
У 1983 році закінчив середню школу № 14.
У 1988 році з відзнакою закінчив Київське вище військове авіаційне інженерне училище.
З 1988 до 1992 року працював інженером науково-дослідної лабораторії у Центрі підготовки космонавтів ім. Ю. Гагаріна.
З 1992 до 1995 року займався телекомунікаціями та супутниковим зв'язком системи Inmarsat.
З 1995 до 2001 року працював інвестиційно-девелоперській сфері.

## Політична діяльність
Депутат Київської міської ради VII та VIII скликань.
З 2014 до 2018 року — член партії «Об'єднання „Самопоміч“».
З травня 2014 року по вересень 2018 року голова фракції «Об'єднання „Самопоміч“» у Київській міській раді.
З 13 вересня 2018 року — голова депутатської групи «Київська команда» в Київській міській раді.
Кандидат на посаду Київського міського голови на місцевих виборах в Україні 2015 року.
Один із ініціаторів суспільно-політичного руху «Люди важливі».
У 2019 балотувався до Верховної Ради України як самовисуванець по одномандатному округу № 212 (частина Дарницького району м. Києва). Не був обраний.
Кандидат на посаду Київського міського голови на місцевих виборах в Україні 2020 року.

## Діяльність у Київраді
Як депутат Київради VII скликання:
- ініціював проведення аудиту діяльності КП «Київпастранс» та КП «Київський метрополітен»
- ініціював створення тимчасової контрольної комісії Київської міської ради з питань забезпечення киян, які беруть участь в АТО[11]
- ініціював впровадження відкритого загального онлайн–доступу, що містить інформацію стосовно статусу та умов користування комунальним майном Києва[12][13]

Як депутат Київради VIII скликання:
- виступив співавтором рішення Київради «Про Регламент Київської міської ради»[14][15] та «Про ініціювання створення місцевої асоціації „Київська агломерація“»[16]
- розробив проєкт рішення «Про забезпечення збереження пам'ятки археології місцевого значення та розміщення музею на ділянці прибережного міського кварталу Середнього Києва (ХІ—ХІХ ст.) на Поштовій площі в місті Києві», який передбачає створення музею історії та археології Києва на Поштовій площі.[17][18][19][20]
- ініціював надання Замковій горі в Києві статусу парку.[21][22]
- один з авторів рішення Київради про недопущення політагітації в навчальних закладах.[23]
- співавтор проєкту рішення про збереження Екопарку «Осокорки».[24]
- один з авторів мораторію на кронування дерев.[25]

## Громадська діяльність
Є одним з благодійників Національного університету «Києво-Могилянська академія», Українського католицького Університету та Київської школи економіки.
Є членом наглядової ради Києво-Могилянської академії, входить до правління благодійної організації «Фонд Східна Європа» та наглядової ради благодійного фонду «Центр допомоги».
Ініціатор та активний учасник багатьох проєктів у місті Києві: підтримував благодійний фотопроєкт «Діти героїв», футбольну лігу та інші заходи проєкту «Спорт для всіх», освітню ініціативу «Смарт Старт».
З березня 2021 року координатор правління Національної ресторанної асоціації України (НРАУ).

## Підприємницька діяльність
З 2001 року разом з братом Євгеном володіє мережею ресторанів «Ресторани Гусовських». До мережі входять наступні заклади остерія «Osteria Pantagruel» (відкрита у 1995 році), піцерія «Pizzeria Napule», ресторан грузинської кухні «Шоті», кав'ярня «O'Cafe», ресторан сучасної ізраїльської кухні «Adelle» та кафе «Фонтан».
У 2008 році Napule став першим в Україні членом асоціації неаполітанської піци.
У 2017 ресторан Гусовських «Шоті» отримав ресторанну премію «Сіль» як найкращий національний ресторан 2017 року.
У 2019 році ресторан «Adelle» увійшов до списку найкращих ресторанів Києва за версією журналу НВ.
З 2016 по 2018 рік ресторан «Шоті» очолював список 100 кращих ресторанів Києва за версією НВ.

## Телевізійна діяльність
Був суддею кулінарного шоу «Пекельна кухня» на українському телеканалі «1+1» в 2011–2013 рр. та адаптації програми на російському каналі РенТБ в 2012 році.

## Нагороди
- «За жертовність і любов до України»[45]
- Орден Св. Миколая Православної церкви України.[3]

## Сім'я
Неодружений. Дітей немає.
Онук генерального директора Київського заводу «Арсенал» 